# Jürg Weibel
Pour les articles homonymes, voir Weibel.
Jürg Weibel, né le 19 août 1944 à Berne et décédé le 24 mai 2006, est un écrivain, journaliste et professeur suisse. 
Il a étudié la médecine et la philologie à l'université de Bâle et était membre du Gruppe Olten et du PEN club.

## Œuvres

### Roman
- Ellbogenfreiheit. Patriotische Gedichte. Lenos, Basel 1978
- Rattenbesuch. Phantastische Erzählungen. Nachtmaschine, Basel 1979
- Saat ohne Ernte. Legende und Wirklichkeit im Leben des General Johann August Sutter. Nachtmaschine, Basel 1980
- Die schönste Frau der Stadt. 10 Erzählungen. Orte, Zürich 1981
- Feinarbeit im Morgengrauen / Laubscher. Zwei Erzählungen. Ritter, Klagenfurt 1981
- Das Schweigen der Frauen von Masachapa. Erzählungen. Nachtmaschine, Basel 1983
- Geisterstadt. Erzählungen. Nachtmaschine, Basel 1985
- Die seltsamen Absenzen des Herrn von Z. Roman. Edition Erpf bei Neptun, Kreuzlingen 1988
- Tod in den Kastanien. Roman. Edition Erpf, Bern 1990
- Captain Wirz: Eine Chronik. Ein dokumentarischer Roman. Edition Erpf, Bern 1991
- Beethovens Fünfte. Roman. Xenon, Basel 1996
- Ein Kind von Madonna. Irre Geschichten. Cosmos, Muri bei Bern 1999
- Doppelmord am Wisenberg. Kriminalroman. Orte, Oberegg 2006

### Théâtre
- D’Muetter wott’s wüsse. UA: Stadttheater Bern 1985
- Tangostunde. UA: Zähringer-Theater Bern 1995

### Radio et autres
- Die Literatur Lateinamerikas im Aufbruch. Schweizer Radio DRS, 1978
- Was hat Jazz mit Literatur zu tun? DRS, 1986/87
- Die wunderbare Wirklichkeit Amerikas. Zum Werk Alejo Carpentiers. DRS, 1988
- Henry Wirz: Massenmörder oder Sündenbock? (Hörspiel). DRS, 1990
- November (Hörspiel). SWF, 1992
- Gold-Dreck (Hörspiel in 4 Folgen). SWF, 1994
- Schizophrenie und Poesie (Feature). SWR, 2000